# 河野通直 (弾正少弼)
河野 通直（かわの みちなお）は、伊予国の戦国大名・河野氏の当主。

## 経歴
河野通宣の嫡男で永正16年（1519年）、父の死去にともない家督を継いだ。天文9年（1540年）には室町幕府御相伴衆に加えられる。自身に嗣子がなかったため、娘婿で水軍の頭領として有能であった村上通康を後継者に迎えようとしたが、家臣団の反発と、予州家の当主・通存（みちまさ、河野通春の孫）と家督継承問題で争ったため、通康とともに湯築城から来島城へと退去することになる。その後、家督を通存の子通政に譲って権力を失うが、通政の早世後には河野家の実質的な当主の座に復帰する。なお、その後天文末期には通政の弟である通宣とも家督を巡って争い、最終的には村上通康にも見捨てられる形で失脚したとする見方もある。この他にも、実は村上通康が河野通政であるという説もある。なぜなら、河野氏が来島城に訪問した時期が通康妊娠の時期とかぶっており、通直が通康の母を見初め、妊娠させたとすると辻褄が合うからである。
近年の研究において通康と当主の座を争い、従来予州家当主と言われてきた通政（後の晴通）及びその弟である通宣はともに通直の実子である可能性が高いことが証明されつつある。